# 공항로 (대구)
공항로(Gonghang-ro)는 대한민국의 대구광역시 북구 복현동 복현오거리에서 시작하여, 동구 동촌동 입석네거리 을 거쳐 연결하는 도로이다.

## 주요 경유지
대구광역시
- 북구 (복현동) - 동구 (불로동 . 지저동)

## 노선 경로
| 이름                          | 접속 노선                              | 소재지        | 소재지        | 비고          |
| 대학로와 직결                 | 대학로와 직결                          | 대학로와 직결 | 대학로와 직결 | 대학로와 직결 |
| ----------------------------- | -------------------------------------- | ------------- | ------------- | ------------- |
| 복현오거리                    | 국도 제4호선 (동북로) 검단로 공항로5길 | 북구          | 복현동        |               |
| 복현초교네거리 (경상고네거리) | 복현로                                 | 북구          | 복현동        |               |
| 공항교                        |                                        | 북구          | 불로동        |               |
| 공항교                        |                                        | 북구          | 불로동        |               |
| 공항교삼거리                  | 이시아강변로                           | 동구          | 불로동        |               |
| 지저교                        |                                        | 동구          | 불로동        |               |
| 불로삼거리                    | 팔공로                                 | 동구          | 불로동        |               |
| 공항네거리                    | 해동로                                 | 동구          | 지저동        |               |
| 대구국제공항사거리            |                                        | 동구          | 지저동        |               |
| 강산아파트 삼거리             | 해동로5길                              | 동구          | 지저동        |               |
| 입석네거리                    | 아양로                                 | 동구          | 동촌동        |               |
| 동촌로와 직결                 |                                        |               |               |               |

## 주요 건물 및 시설
- 이디야 대구복현오거리점 (공항로 11/복현동 536-31)
- 대구북중학교 (공항로 50/복현동 219-1)
- 대구복현초등학교 (공항로 58/복현동 225)
- CU 대구복현중앙점 (공항로 67/복현동 180-1)
- 알뜰 한영주유소 (공항로 73/복현동 178)
- GS25 복현우방점 (공항로 84/복현동 260)
- GS 칼텍스 금호강주유소 (공항로 136/불로동 964)
- 현대자동차 블루핸즈 공항현대서비스 (공항로 139/불로동 966-2)
- SK에너지 행복충전 아주에너지충전소 (공항로 149/불로동 955-21)
- 대구국제공항 (공항로 221/지저동 400-5)
- 엔젤리너스 대구공항동편점 (공항로 221/지저동 400-5)
- SK에너지 삼원주유소 (공항로 241/지저동 667-4)
- S-OIL 팔공산IC점 (공항로 247/지저동 662-17)
- GS25 대구공항로점 (공항로 248/지저동 675-5)
- S-OIL 백두산주유소 (공항로 254/지저동 684-7)
- HD현대오일뱅크 직영 대구공항셀프 주유소 (공항로 259/지저동 678-6)
- 타이어프로 대구공항점 (공항로 262/지저동 680-3)
- 한국타이어 공항로점 (공항로 278/지저동 795-31)